# マルティン・ヨンスル・スンビ
マルティン・ヨンスル・スンビ（Martin Johnsrud Sundby、1984年9月26日 - ）は、ノルウェー出身のクロスカントリースキー選手。2018年平昌オリンピック金メダリスト。

## 経歴
2008年にワールドカップ初優勝。2010年のバンクーバーオリンピックでは4x10kmリレーで銀メダルを獲得し、2011年には世界選手権において4x10kmリレーで金メダルを獲得した。
ワールドカップでは2014年、2016年、2017年の合計3回総合優勝し、2014年、2016年にはツール・ド・スキーを制した。2015年にも総合優勝とツール・ド・スキー優勝をしていたが、無許可でぜんそくの治療薬を使用したとして後にタイトルを剥奪された。
2018年平昌オリンピックでは4x10kmリレー、団体スプリントで金メダルを獲得した。